# Martin Mutschmann
Martin Mutschmann, född den 9 mars 1879 i Hirschberg, död den 14 februari 1947 i Moskva, var en tysk politiker och SA-general. Han var 1925–1945 Gauleiter i Sachsen. Efter andra världskriget ställdes han inför rätta i Moskva och avrättades.